# Siamang
El siamang (Symphalangus syndactylus) és una espècie de primat hominoïdeu de la família dels hilobàtids. És un gibó arborícola de pelatge negre, que viu als boscos de Malàisia, Tailàndia i Sumatra. És el simi inferior més gros, amb una alçada de fins a 100 cm i un pes de prop de 23 kg. És l'única espècie del gènere Symphalangus.
Dues característiques principals distingeixen els siamangs d'uns altres gibons. En primer lloc, dos dels dits de cada peu (el segon i el tercer) estan parcialment units per una membrana, d'aquí el nom específic syndactylus, del grec antic σύν, sun-, "amb" + δάκτυλος, daktulos, "dit". En segon lloc, un gran sac gular a la part anterior del coll, que es troba tant en els mascles com en les femelles de l'espècie, es pot inflar fins a la grandària del cap del siamang, la qual cosa li permet fer crides o cants forts i ressonants.
És possible que existeixin dues subespècies de siamang; el siamang nominat de Sumatra (S. s. syndactylus) i el siamang de Malàisia (S. s. continentis), en la península Malaia. D'altra banda, els individus de Malàisia constitueixen només una població. El siamang es troba en simpatría amb els gibons àgils (Hylobates agilis) i els gibons lar (Hylobates lar), és a dir, les seves àrees de distribució coincideixen en gran part.
Mentre que el comerç il·legal de mascotes afecta les poblacions silvestres, la principal amenaça per al siamang és la pèrdua del seu hàbitat tant a Indonèsia com a Malàisia. Això és degut a la desforestació de la selva de Malàisia i Sumatra per part de la indústria de producció d'oli de palma, ja que la gran tala d’àmplies extensions de bosc redueixen l'hàbitat del siamang, juntament amb el d'altres espècies, com el tigre de Sumatra.

## Descripció
El siamang té un pelatge llarg, dens, despentinat i d’una tonalitat fosca, de fet el seu pelatge és el més fosc entre tots els gibons. Les seves extremitats superiors són més llargues que les seves extremitats inferiors i la seva longitud mitjana total és d'uns 90 cm encara que s’han documentat exemplars de fins a 150 cm. La cara d'aquest gibó manca generalment de pèl en la seva major part, però s’hi pot observar un pelatge curt i clar al voltant de la seva boca.

## Distribució i hábitat
El siamang habita a les restes de bosc de l'illa de Sumatra i la península Malaia, i es troba àmpliament distribuït des dels boscos de les planes fins als boscos de muntanya amb altituds de fins a 3.800 m. Encara que aquest és el seu hàbitat més comú, també s’han pogut trobar exemplars a la selva tropical. Viuen en grups de fins a sis individus (amb una mitjana de quatre individus per grup) ocupant una àrea de residència mitjana de 23 hectàrees. La seva àrea de distribució diürna és substancialment menor que la de les espècies simpàtiques de Hylobates, sovint menys d'1 km.

## Ecologia

### Dieta
La dieta del siamang està principalment constituïda per diverses parts de les plantes que troba al seu entorn. A diferència del seu parent malai, el siamang de Sumatra segueix una dieta més frugívora on la fruita constitueix més del 60% del total de la seva ingesta diària, la resta de la dieta està formada per fulles i flors, és el més folívor de la família Hylobatidae fet que encaixa amb la tendència dietètica dels grans primats. El siamang s'alimenta com a mínim de 160 espècies de plantes, des de plantes enfiladisses fins a plantes llenyoses, però, la seva fruita preferida és la figa o bacora (Ficus spp.), membre de la família Moraceae. A l'hora d'alimentar-se prefereix menjar-se els fruits madurs i les fulles joves encara que també s'alimenta de les corol·les (conjunt de pètals) de les flors grans o es menja les flors senceres si aquestes són petites. Els siamangs també recol·lecten diversos fruits petits abans de consumir-los, descarten les llavors grans, dures o amb vores esmolades dels fruits més grans. Per acabar, també se'ls ha vist menjant alguns tipus de petit insecte.

### Demografia i població
Els siamangs solen formar grups compostos per un mascle adult dominant, una femella adulta dominant, amb la seva descendència i a vegades un o més subadults. Els subadults solen abandonar el grup després dels 6 o 8 anys. Més específicament, les femelles subadultes tendeixen a deixar el grup abans que els mascles subadults.
La gestació dels siamangs oscil·la en un període entre els 6,2 i els 7,9 mesos i després del naixement de la cria, la mare en pren cura durant el primer any de vida. Els mascles de siamangs ofereixen més cures paternals que altres membres de la família Hylobatidae, concretament assumeixen un paper important en el transport de la cria a partir dels 8 mesos d'edat. Tot i això, la cria sol tornar amb la seva mare per a dormir i alletar-se. Finalment, a partir del tercer any de vida, les cries comencen a desplaçar-se independentment dels seus pares.
En general, els siamangs solen tenir parelles monògames, que han pogut ser documentades, ja que es passen més temps en estreta proximitat entre si, en comparació amb altres espècies de gibons. No obstant això, en el sud de Sumatra es troben tant grups monògams com poliàndrics. En estudiar ambdues poblacions, es va descobrir que les cries que pertanyen a grups monògams reben més cures per part dels mascles que les cries dels grups poliàndrics. Això, probablement es deu perquè hi ha una menor certesa quant a la paternitat en aquest últim grup.
S’ha observat que l’alteració de l'hàbitat dels siamangs afecta la composició dels grups. Concretament, les proporcions en l’edat i el sexe varien entre els boscos intactes i els boscos sorgits després d'un incendi. Les poblacions en aquests últims contenen més adults i subadults que les poblacions de boscos intactes, que tenen més cries i joves. Això és degut al fet que la supervivència de les cries en els grups de boscos cremats i repoblats és menor que en els grups de boscos intactes.
A més a més, les poblacions de siamangs en boscos alterats viuen en grups petits i tenen una densitat menor que en els boscos intactes a causa de la falta de recursos alimentaris i d'arbres per a poder viure.
En la dècada de 1980, la població de siamangs, en estat salvatge, a Indonèsia es va estimar en 360.000 individus però, aquesta es va considerar sobreestimada perquè per exemple; al Bukit Barisan Selatan National Park (BBSNP) que és la tercera zona protegida més gran (3568 km²) de Sumatra amb 2570 km² de coberta forestal hi habiten 22.390 siamangs (cens de 2002). A partir d’aquest estudi també es va veure que a Sumatra els siamangs prefereixen habitar en els boscos de terres baixes entre els 500 i els 1.000 metres sobre el nivell de la mar.

## Comportament

### Activitats diàries
Durant el període de vigília del siamang, les seves activitats es basen principalment a alimentar-se i descansar. Els siamangs es desperten amb la sortida del Sol i les primeres hores del matí les dediquen generalment a alimentar-se, aquest fet depèn de la distància a la qual es trobin de l'aliment, ja que sí el seu aliment es troba lluny dedicaran el matí a desplaçar-se fins a trobar-lo. Amb l'avanç del dia els siamangs redueixen el temps que dediquen a l'alimentació i augmenten el temps que fan servir per descansar, que se centra principalment a la tarda. Quan el siamang descansa prefereix escollir les branques dels arbres més grans i s'estira d'esquena o boca avall, a més a més, quan dormen a la nit acostumen a fer servir el mateix arbre que la nit anterior. Durant la resta del dia dediquen el seu temps a fer activitats socials com empolainar-se els uns als altres, activitat que realitzen principalment a la tarda, o inclús jugar.
Aquests comportaments descrits poden variar una mica al llarg de l'any, ja que durant l'estació seca la durada del rang d'activitat diària és més llarg i la seva distribució més extensa en comparació amb l'estació plujosa. A més a més, el comportament alimentari és lleugerament diferent segons la localització de les poblacions, s'ha observat que els siamangs que viuen al sud de Sumatra es prenen menys temps per a buscar aliment que els siamangs d'altres zones perquè consumeixen més fruita. Aquest fet es tradueix en una major obtenció de nutrients i una millor nutrició reduint el temps emprès pels siamangs a la cerca d'aliment. D'altres siamangs, en canvi, poden dedicar tot el dia a la cerca d'aliments rodant pels voltants dels grans arbres fruiters, d'on se'n retiraren per descansar i tornant-hi quan necessiten alimentar-se de nou.
Els siamangs són una espècie de primats molt social i utilitzen gran una varietat de gestos tàctils i visuals, juntament amb accions i expressions facials per a comunicar-se i augmentar els llaços socials dins del seu grup familiar. També són molt territorials i interactuen amb altres grups familiars emetent forts crits perquè altres grups sàpiguen on està el seu territori. Aquestes crides poden ser asincròniques i sense dirigir-se a un grup familiar veí en concret o poden produir-se crides grupals simultànies a través dels límits del territori. També s'ha observat un altre comportament social als límits dels diferents territoris familiars, i és que els mascles de diferents grups familiars es persegueixen per tal de protegir el territori on viuen.

### Sembra
Com que es tracta d’un animal frugívor, el siamang pot dispersar les llavors a través de la defecació quan es desplaça pel seu territori. Concretament, pot transportar llavors i defecar-les al llarg de més de 300 m, sent la distància més curta d’uns 47,6 m des de l’obtenció de les llavors, la qual cosa afavoreix la regeneració i la successió natural del bosc.

### El crit del siamang
Els siamangs emeten els seus crits com la forma d’interacció social més important a primera hora del matí amb una freqüència més alta entre les 9.00 am - 10.00 am i a partir del migdia aquests disminueixen. Els mascles adults són els que més participen en les crides.
La majoria dels crits són dirigits per a grups veïns més que per als seus individus que es troben dins del seu propi territori. Per tant, això indica que aquestes crides són una resposta enfront de les amenaces o per a la defensa del seu terreny.
Els crits a última hora del matí solen succeir quan es troben o veuen a un altre grup de siamangs que es dona, ja que els límits territorials dels diferents grups poden confluir. En aquestes zones de superposició és on amb freqüència els siamangs emeten els sons. Els crits són més nombrosos quan les fruites són abundants que quan són escasses.
Quan emeten aquests sons els siamangs també solen sacsejar les branques, balancejar-se i realitzar moviments al voltant de les copes dels arbres. Aquests moviments serveixen per indicar als altres grups la seva ubicació actual.
Els siamangs prefereixen cridar des dels arbres vius, alts i grans, on poden ser més visibles per als altres grups de l'espècie. A més, aquests arbres grans permeten suportar millor els moviments d'aquests animals. Normalment, els siamangs emeten els sons des dels arbres que es troben a prop dels arbres d'alimentació, però, a vegades ho fan des d'aquests mateixos.
Els individus aparellats produeixen crits sorollosos en un patró concret i intens, els quals es coneixen com a duets. Aquestes crides anuncien la presència i l'estatus de parella.
Les parelles formades recentment passen més temps cantant que una parella que ja fa temps que porta establerta. El fet d'anunciar la presència d'aquest fort vincle és avantatjós en la defensa territorial.
Els duets dels siamangs es diferencien de les altres espècies perquè tenen una estructura vocal especialment complexa. S'han documentat quatre classes diferents de vocalitzacions: booms, lladrucs, crits ululats i crits bitonals. Entre els quals, les femelles solen produir lladrucs llargs mentre que els mascles generalment generen crits bitonals, tot i això, ambdós sexes produeixen les quatre classes de vocalitzacions.

### Còpula
Les parelles copulen al llarg de quatre o cinc mesos en intervals de dos a tres anys i el punt àlgid de la seva activitat reproductiva sol produir-se durant l'època on la fruita és més abundant. La còpula dorsoventral és el tipus més comú en els siamangs, en la qual la femella està a la gatzoneta i el mascle penja dels braços i subjecta a la femella amb les cames, mentre que la còpula ventroventral, en la qual tots els dos primats estan suspesos, només es produeix una de cada 60 còpules de mitjana. La còpula també té les seves pròpies crides, s’ha descobert que la freqüència dels crits entre mascles i femelles es correlaciona amb la freqüència de copulació, així com amb els episodis d'agressió.

## Amenaces ecològiques i conservació
Com a primat arborícola el siamang depèn absolutament del bosc, per a la seva existència, perquè la seva font principal d'aliment són els arbres fruiters per a viure. En l'actualitat la població de siamangs ha disminuït a causa de la pèrdua o degradació del seu hàbitat, la caça furtiva i el trànsit de fauna silvestre.
El 2008, la Unió Internacional per a la Conservació de la Natura (UICN) va classificar el siamang com una espècie en amenaça d’extinció, el motiu per a catalogar-lo d’aquesta forma va ser la disminució d'almenys el 50% dels individus en els últims quaranta anys degut principalment a la cacera per al comerç il·legal i la pèrdua contínua del seu hàbitat causada per l'expansió de l'agricultura i la construcció de carreteres. S'ha perdut entre el 70% i el 80% del seu territori durant els últims cinquanta anys. Això no obstant, l'espècie habita en nombroses àrees protegides i manté una població viable, però no es descarta la possibilitat de la creixent pèrdua del seu hàbitat.

### Pèrdua d'hàbitat
Una de les principals amenaces per al siamang és la fragmentació del seu hàbitat a causa de les plantacions, els incendis forestals, la tala il·legal, la invasió i el desenvolupament humà.
En primer lloc, les plantacions d'oli de palma (Elaeis guineensis) han eliminat grans àrees de l'hàbitat del siamang en les últimes quatre dècades. Des de 2002, s'han plantat 107.000 km² de palma d’oli, que ha substituït a gran part de la selva tropical a Indonèsia i Malàisia, on vivia originalment el siamang. En segon lloc, els incendis forestals han destruït en les dues últimes dècades més de 20.000 km² de la selva humida de Sumatra, sobretot a les terres baixes, l'hàbitat principal del siamang. En tercer lloc, la tala il·legal a Indonèsia va començar a incrementar-se des del 1980 fins al 1995 i es va accelerar després del començament del segle XXI amb l’augment de la demanda de fusta dels països veïns. Aquestes activitats il·legals van devastar la selva tropical plujosa a Sumatra i de la península Malaia. Les dades revelen que setze de les 37 reserves forestals permanents de Kelantan, a la península Malaia, on viuen la majoria dels siamangs, han estat envaïdes per fusters il·legals. En quart lloc, els cultius a l'ombra al bosc també han contribuït a la seva destrucció i desaparició canviant la coberta forestal per terres de cultiu. Per exemple, els alts preus del cafè en 1998 van incitar als pobladors de Sumatra a reemplaçar el bosc amb cultius de cafè. Finalment, el desenvolupament de moltes àrees requereix infraestructures, com ara carreteres, que divideixen i fraccionen les àrees conservades i han causat la segmentació del bosc i l'efecte vora. Com el siamang és un primat arbori, no creua per llocs que s'han modificat amb carreteres fent que aquest efecte hagi sigut especialment perjudicial per a la seva supervivència com a espècie.

### Caça furtiva
A diferència d'altres parts d'Àsia, els primats no es cacen per a la seva consumició a Indonèsia (amb excepció d'alguns restaurants xinesos en aquest país que serveixen macacos en el seu menú). Principalment, es cacen per al comerç il·legal de mascotes, i els caçadors prefereixen les cries d’aquest gibó abans que els exemplars adults Els caçadors furtius solen matar primer a les mares, ja que les femelles de siamang són molt protectores amb les seves cries, i treure-les sense matar primer a la mare requereix més esforç.

### Conservació
Entre les diferents iniciatives encaminades a la seva preservació com a espècie, destaca el «Projecte Kalaweit», associació que ha retornat a diversos individus a la llibertat, després de recuperar-los de propietaris il·legals.